# Мюннекезейл
Мюннекезейл (нід. Munnekezijl) — село в нідерландській провінції Фрисландія. Входить до муніципалітету Північно-Східна Фрисландія.
Його площа становить 25,85 км², а населення станом на 2021 рік складало 500 осіб.
Перша згадка про населений пункт датується 1510 роком.

## Галерея

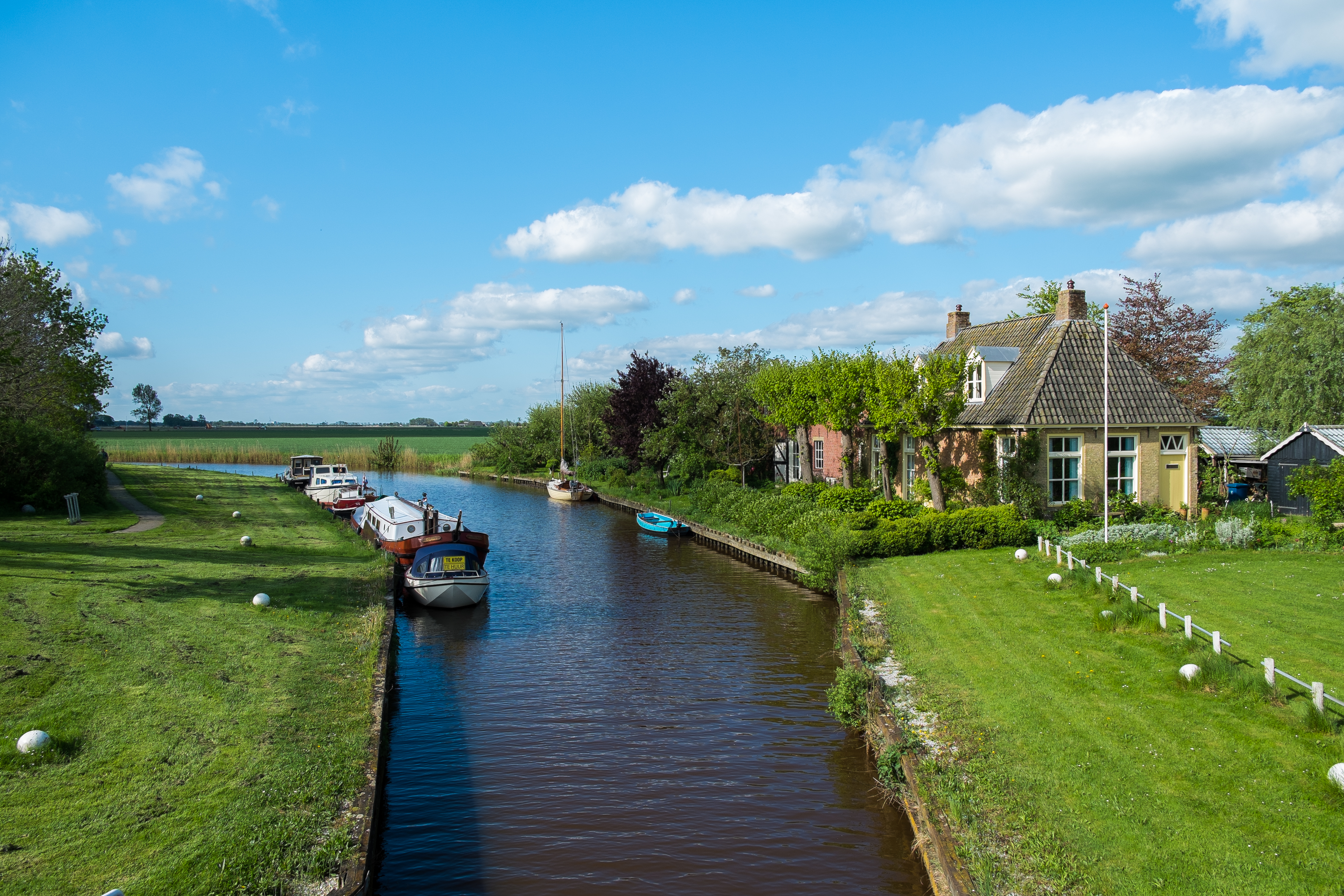
Течія річки Лауверс у селі
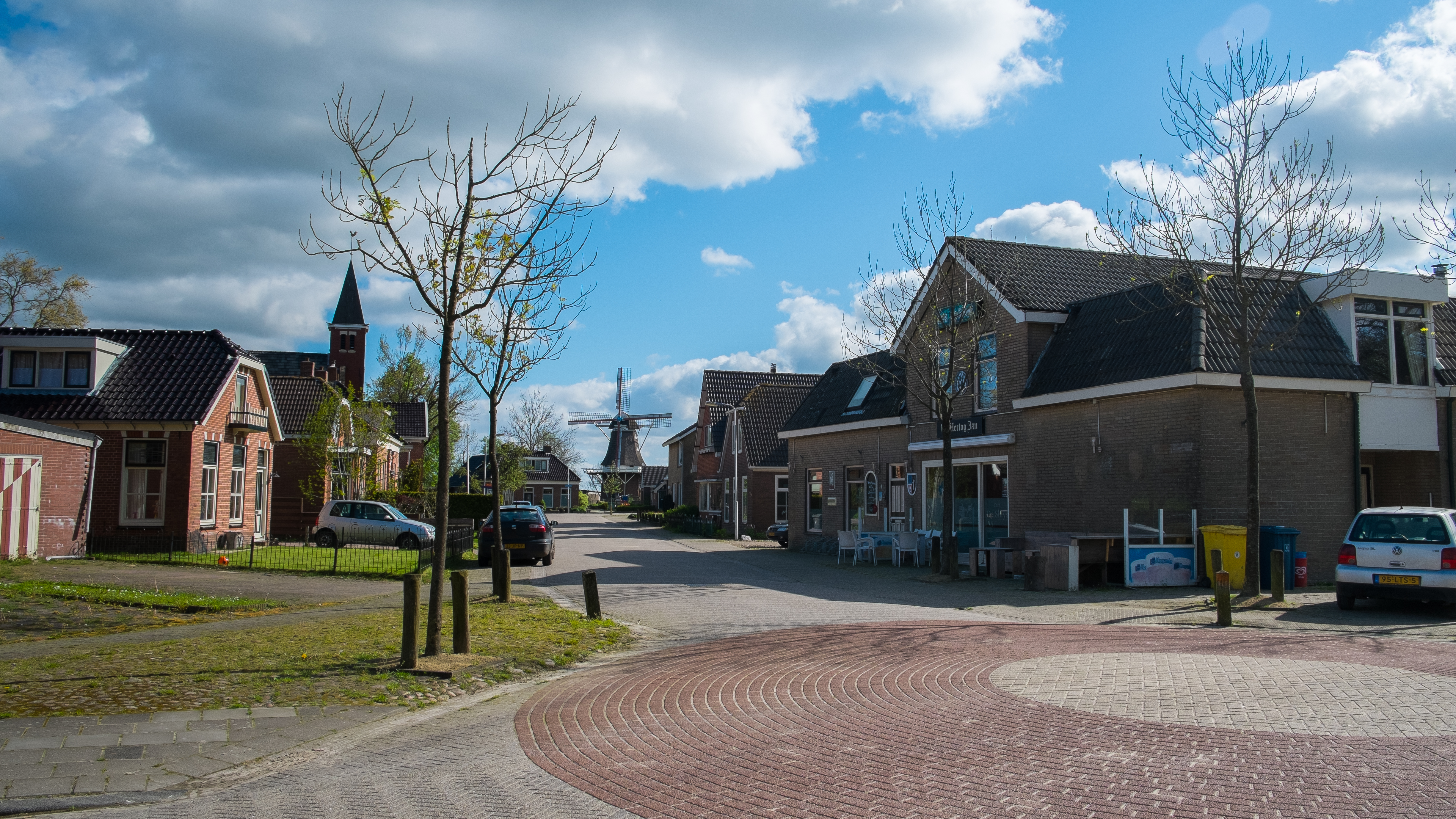
Сільська вулиця
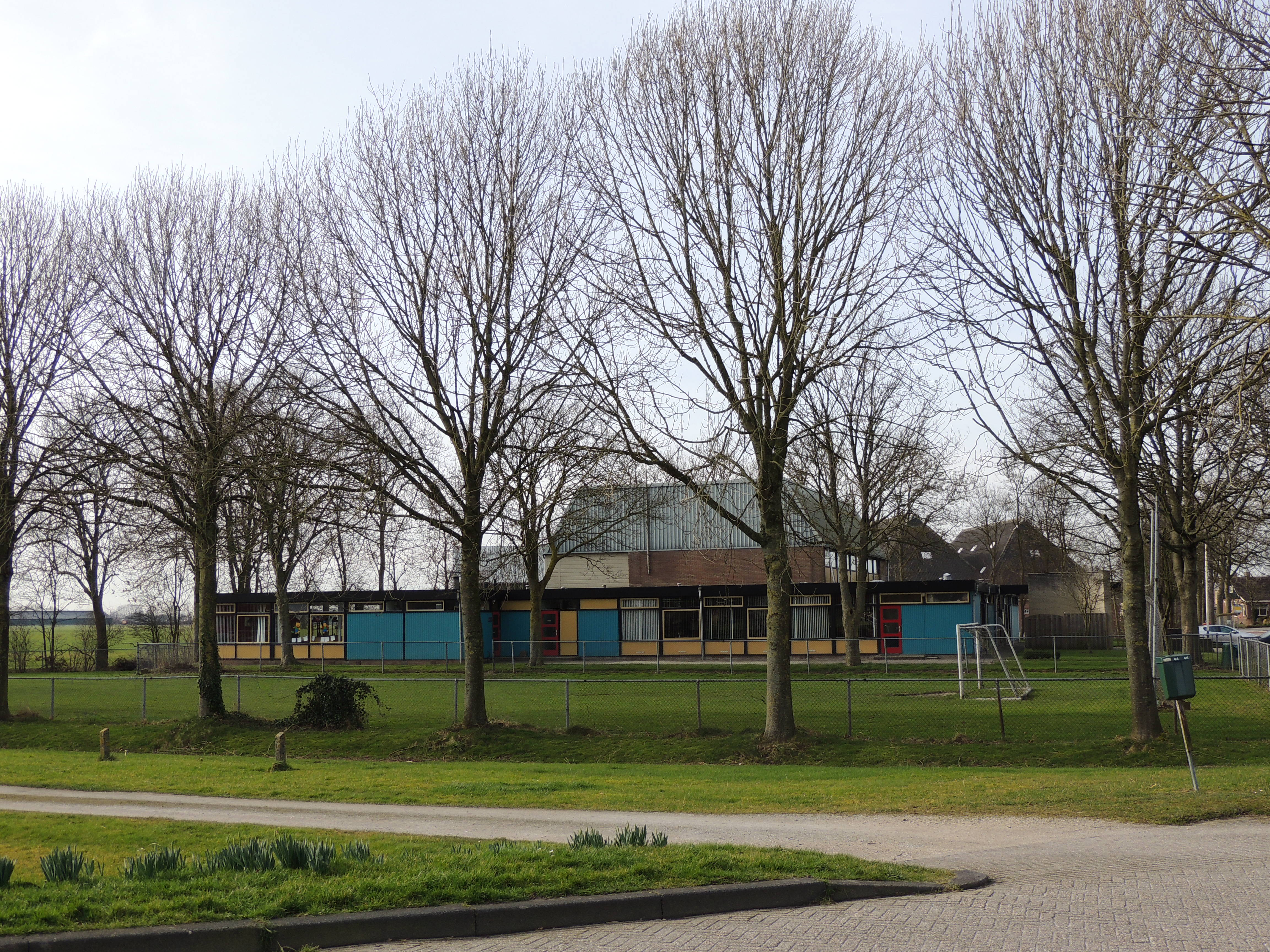
Сільський будинок
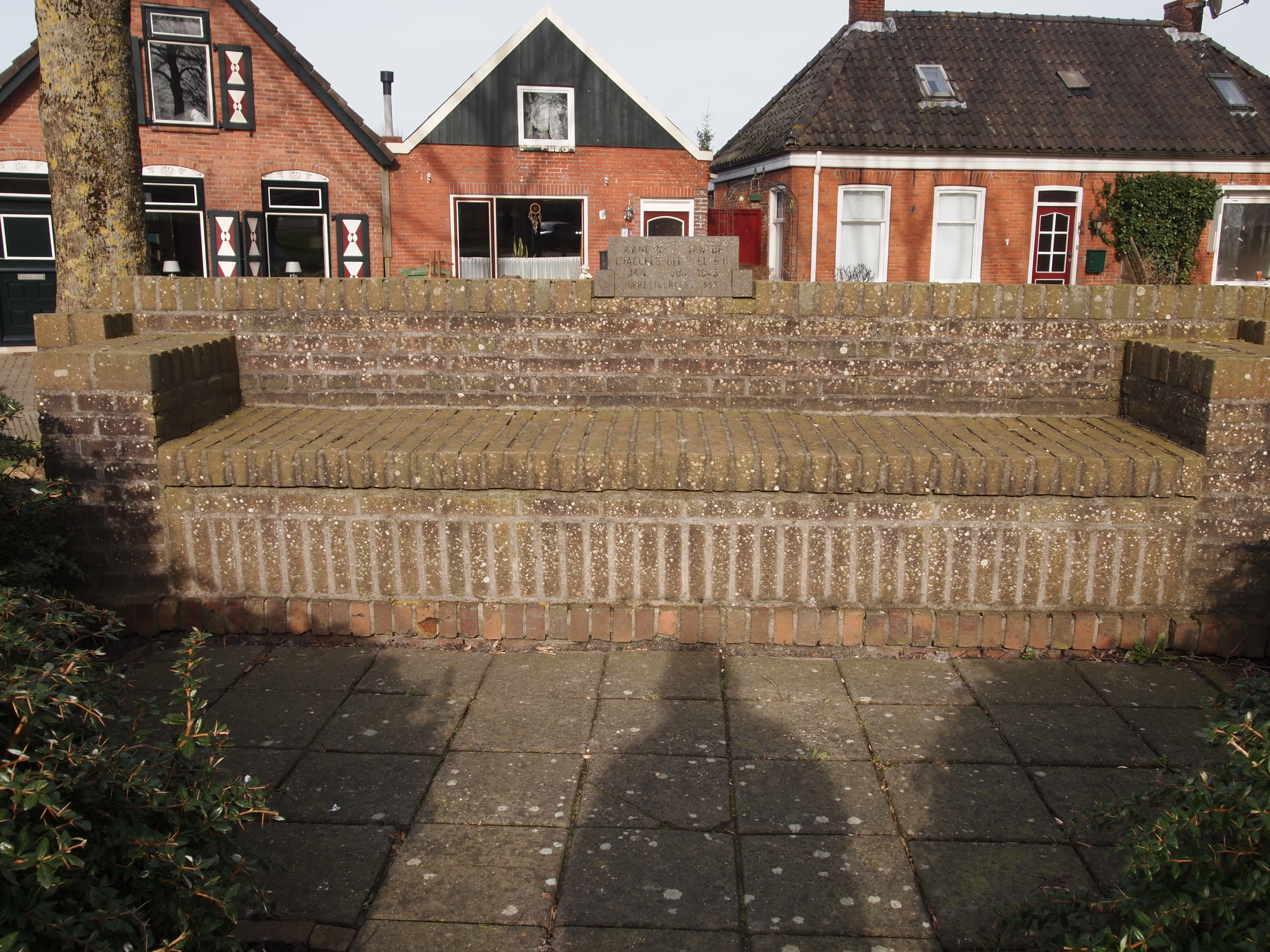
Воєнний меморіал